# Забуте вбивство
«Забуте вбивство» (в інших перекладах — «Спляче вбивство» або «Сплячий убивця») — детективний роман англійської письменниці Агати Крісті із серії творів про Міс Марпл.

## Сюжет
Гвенда Рід — жінка 21 року, англійка, що народилася в Індії, де служив її батько, а потім все життя мешкала в Новій Зеландії, у родичів матері. Мати Гвенди вмерла, коли дівчинці було два роки, батько - декількома роками пізніше, батьків Гвенда практично не пам'ятає. Недавно вона вийшла заміж за Джайлса Рида, молодята вирішили оселитися у Англії. Гвенда знаходить будинок у курортному містечку Ділмут, досить старий, але в непоганому стані. Тут вона відразу почуває себе як удома; їй здається, що вона жила тут завжди. Гвенда купує будинок, починає роботи із приведення будинку й саду в порядок. Тут починаються дивацтва: чим далі, тим більше Гвенда переконується, що вона звідкись знає, як усе було в цьому будинку й у саду 20 років тому. Їй стає моторошно, адже вона ніколи не жила в Англії.
Гвенда та Джайлс гостюють у приятеля Джайлса, Реймонда Уеста,племінника міс Марпл у Лондоні. У театрі, під час п'єси «Герцогиня Мальфи» Уебстера, коли звучать слова: «Прикрийте їй обличчя. Не можу бачити. Вона вмерла молодою…», Гвенді стає нестерпно страшно. Вона раптом бачить себе, стоячою у своєму будинку нагорі, перед сходами в хол. Там, внизу, лежить на підлозі молода жінка зі світлими волоссями й синім обличчям - її задушили. Чийсь чоловічий голос вимовляє саме цю фразу: «Прикрийте їй обличчя…». Вбивці не видно, - помітні тільки його руки: сірі, схожі на мавпячі лапи. Не в силах перебороти страх, Гвенда біжить зі спектаклю, вертається в будинок знайомих і лягає спати, майже впевнена, що божеволіє.
Вранці міс Марпл заспокоює Гвенду й просить розповісти її про те, що трапилося. Та розповідає про всі дивні збіги й свої страхи. Вона навіть згадує ім'я вбитої жінки - Елен, хоча як і раніше не розуміє, звідки вона це знає. Гвенда в розпачі, але міс Марпл пропонує не поспішати з висновками й пропонує свою версію: в дитинстві Гвенда якийсь час жила в цьому будинку. Так і виявилося: після Індії Гвенда якийсь час жила з батьком і мачухою на півдні Англії. Коли Гвенда приїхала до Англії і випадково побачила будинок, де жила дитиною, завдяки дитячим спогадам, він їй так сподобався, що вона його купила. Збіг малойвірний, але цілком можливий.
Але тепер у руках молодят і міс Марпл виявляється стара, 18-річної давнини, загадка: якщо все, що згадала Гвенда, було насправді, у будинку відбулося вбивство, яке залишилося нерозкритим, адже ніхто зі старожилів не пам'ятає ніякого вбивства в цьому будинку. Міс Марпл наполегливо радить молодим людям залишити цю тему: розслідування давно зробленого злочину ніякої практичної користі не принесе, але може виявитися небезпечним як для нервів подружжя, так і для їхнього життя. Однак Джайлс і Гвенда повні рішучості розкрити стару таємницю. Здогадуючись, що її поради не допоможуть, міс Марпл приїжджає на курорт до Дилмуту, щоб зайнятися загадкою Гвенди й за можливості оберігати молодих людей від небезпек, з якими пов'язана ця справа.

## Історія написання
«Забуте вбивство» — хронологічно останній роман про міс Марпл, але написаний він був одним з перших, ще в 1940 року. Не бажаючи завершувати серію про пригоди міс Марпл, Агата Крісті не стала публікувати цей роман, у результаті він був опублікований тільки в 1976 року, після смерті письменниці.

## Екранізації
- 1986 року за романом було відзнято повнометражний телефільм у рамках серіалу «Міс Марпл» телекомпанії BBC, з Джоан Гіксон у головній ролі.
- 2007 року роман було екранізовано телекомпанією ITV у рамках серіалу «Міс Марпл Агати Крісті», у головній ролі — Джеральдін Мак-Еван.